# چاندرا (فیلم)
چاندرا (به انگلیسی: Chandra) فیلمی هندی محصول سال ۲۰۱۳ و به کارگردانی روپا لیر است. در این فیلم بازیگرانی همچون شریا سارن، پریم کومار، گانش ونکاترامن، گیریش کارناد و یاش ایفای نقش کرده‌اند.